# 道の駅なかじまロマン峠
道の駅なかじまロマン峠（みちのえき なかじまロマンとうげ）は、石川県七尾市中島町中島にある国道249号の道の駅である。

## 施設
- 駐車場
  - 普通車：14台
  - 大型車：12台
  - 身障者用：1台
- トイレ
  - 男：5器
  - 女：3器
  - 身障者用：1器
- Yahataすしべん中島店（7:00 - 19:30）[1] - 当初は「峠茶屋」として開設した[3]。

### 管理団体
- 設置者：七尾市[4]

## 休館日
- 1月1日

## アクセス
- 国道249号 - 登録路線

## 周辺
- 中島お祭り資料館・お祭り伝承館
- 七尾市中島市民センター
- 能登演劇堂
- 能登島（ツインブリッジのと経由）
- 能登中島オートキャンプ場